# Europa Universalis V
Europa Universalis V — будущая компьютерная игра в жанре глобальной стратегии, разрабатываемая Paradox Tinto и издаваемая Paradox Interactive. Игра была анонсирована 8 мая 2025 года, а релиз ожидается 4 ноября того же года для платформы Windows.

## Игровой процесс
Europa Universalis V является продолжением Europa Universalis IV и пятой номерной игрой серии Europa Universalis. Как и предыдущие игры серии, Europa Universalis V позволит игрокам взять под контроль страну и управлять ею во время от позднего Средневековья до окончания раннего Нового времени. Игра, в отличие от Europa Universalis IV, начнёт мировую историю с 1337 года и закончит к 1837 году. Также одной из новых функций станет возможность автоматизировать некоторые части игрового процесса, что позволит игроку сосредоточиться на конкретных механиках, таких как торговля или военное дело, передав управление остальными игровому искусственному интеллекту.

## Разработка
Europa Universalis V разрабатывается компанией Paradox Tinto. Во время разработки игра была известна как «Project Caesar», и начала разрабатываться в 2020 году. Начиная с начала 2024 года, Paradox Tinto начал выпускать дневники на форуме «Tinto Talks», которые демонстрировали некоторые аспекты Project Caesar. Они включали механики, сосредоточенные на управлении экономикой игры, её карте и изображении Священной Римской империи, а также функции дипломатии. Игра была официально анонсирована 8 мая 2025 года.
Во время открытия Gamescom 2025 разработчики объявили дату выхода игры — 4 ноября 2025 года. Также Paradox предоставила возможность оформления предзаказа базовой и премиальной изданий.